# Бельчица
Бе́льчица (Бельчанка; бел. Бе́льчыца) — река в Полоцком районе Беларуси, левый приток Западной Двины. Длина реки — 10 км, площадь водосборного бассейна — 47 км². Средний наклон водной поверхности 2,5 м/км. На реке расположен город Полоцк.
Вытекает из озера Бецкое, протекает по Полоцкой низменности. Устье находится в границах Полоцка.
Русло в верхнем и среднем течении на протяжении 5,1 км канализировано. Около села Черноручье на реке расположена плотина и пруд площадью 8,8 га.